# Caisson d'isolation sensorielle
Pour les articles homonymes, voir Caisson.

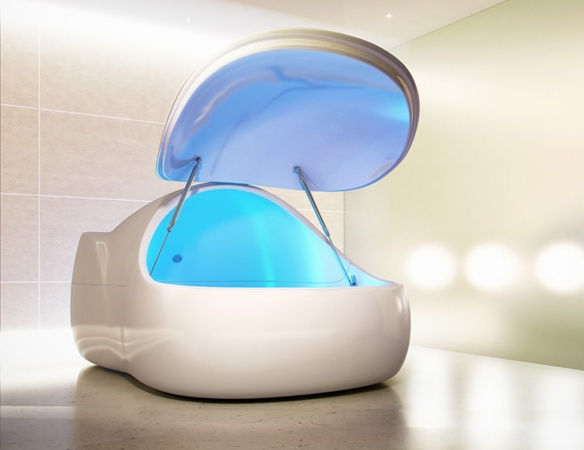
Exemple de caisson de flottaison

Un caisson d'isolation sensorielle ou caisson de privation sensorielle est une sorte de cocon clos dans lequel on s'allonge pour flotter dans une solution de sulfate de magnésium (sel d'Epsom) à la température du corps. En principe, aucun stimulus extérieur ne vient ou ne doit stimuler les sens : il n'y a ni lumière (vue), ni son (ouïe), disparition de la sensation de pesanteur, et atténuation du toucher et des odeurs (olfaction). 
On utilise davantage aujourd'hui l'expression caisson de flottaison.

## Histoire
John Cunningham Lilly, chercheur au National Institute of Mental Health, a développé les premiers caissons en 1954 dans le cadre de ses travaux sur la conscience. Alors que les premières recherches à l'université McGill avaient conclu à la nécessité de l'organisme d'être soumis à des stimulations (puisque la plupart des sujets n'avaient pas pu tenir dans des conditions d'isolation sensorielle plus de deux ou trois jours), John Cunningham Lilly concluait au contraire que le caisson accroissait l'expérience sensorielle sans intervention extérieure. Lilly, qui fit le test lui-même, évoquait un niveau de relaxation profond, à l'instar d'une méditation.
Dans les années 1980, au pic de l'engouement pour cet appareil, aux États-Unis, plusieurs centaines de personnes disposaient d'un « tank » (caisson) à leur domicile, et quelques milliers allaient dans les instituts privés pour en profiter. Greg Jacobs, un joueur de football américain, déclara à cette époque avoir retrouvé son « coup de pied perdu » en pratiquant de longues heures le caisson d'isolation : « Je m’entraîne mentalement, je visualise mon tir et perfectionne ma technique. Flotter dans le vide me permet d’atteindre un niveau de concentration total. Maintenant, quand je rentre dans le stade, et que je frappe la balle, je le fais en état d’auto-suggestion ». 

## Design et usages

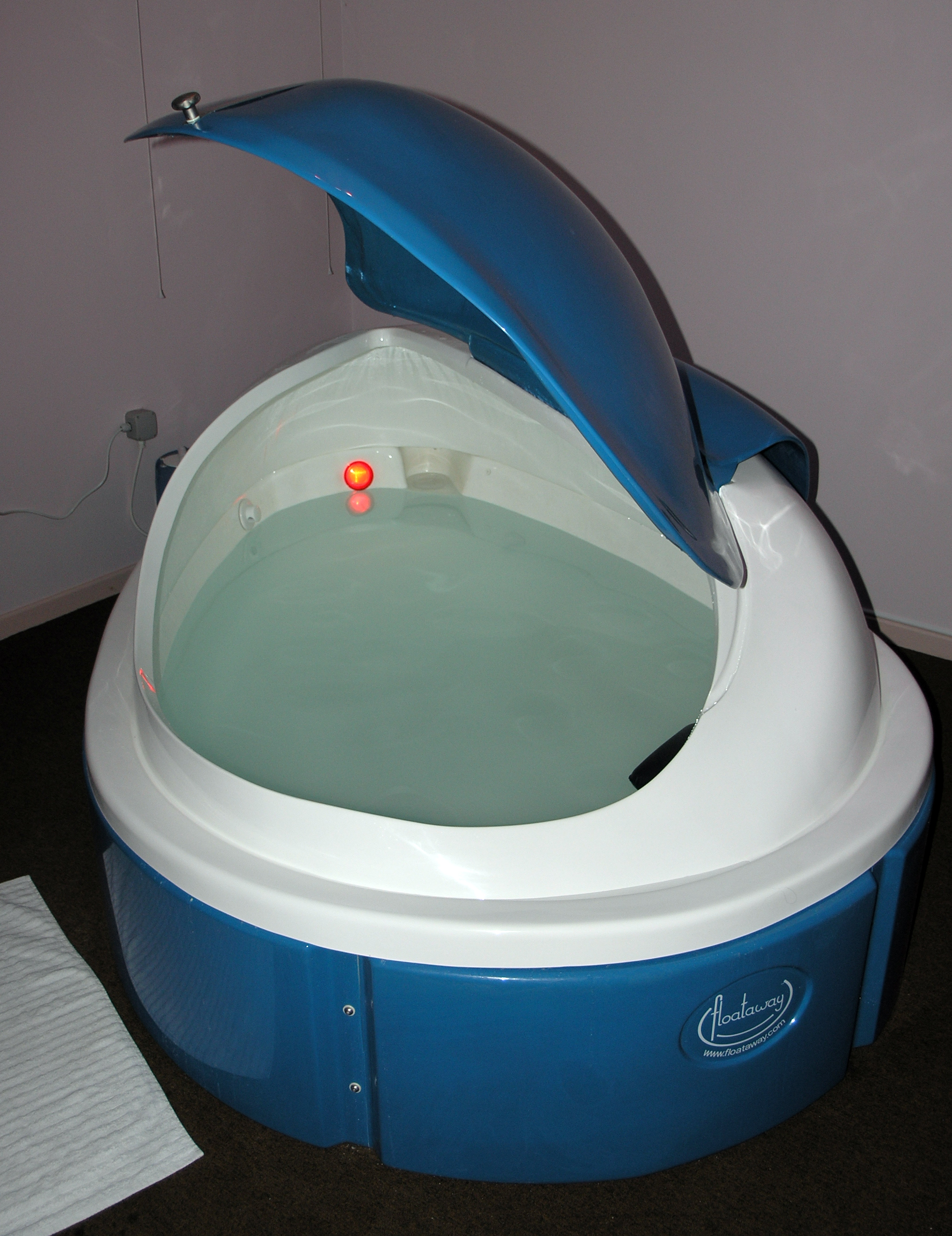
Autre modèle de caisson de flottaison

À l'origine, il n'y avait que de l'eau dans les caissons. On demandait aux flotteurs de porter des masques complexes pour pouvoir respirer et des vêtements serrés qui empêchaient le sang de circuler dans certains endroits. Ces conditions physiques ainsi que la peur de couler nuisaient à l'expérience. Le bruit des valves d'air et des bulles d'air rejetées dans le masque empêchait le silence. Le masque était noir pour empêcher les stimuli visuels, si bien que l'utilisateur avait besoin d'aide pour rentrer dans le caisson et en sortir. Le maillot en néoprène était extrêmement inconfortable et empêchait le sang de circuler.
Dans les caissons actuels, on utilise une solution de sel d'Epsom qui permet à l'utilisateur de flotter. Les oreilles sont couvertes, le sens de l'ouïe est atténué en particulier lorsque l'on utilise des bouchons d'oreilles. En outre, les caissons doivent se trouver dans des pièces silencieuses.
La sensation tactile disparaît quasiment en l'absence de vêtement et parce que la température de l'eau est maintenue autour de 36 °C et celle de l'air à 25 °C. Aucune odeur extérieure ne vient stimuler l'odorat surtout si l'eau est traitée sans chlore.
Les traitements à base de chlore, brome et peroxydes dans les caissons commerciaux sont fréquents et sécurisés. Il y a un doute sur l'innocuité du traitement à base d'ozone en raison du volume réduit et fermé ; pour cette raison, le peroxyde d'hydrogène est cité par les professionnels comme étant un agent d'assainissement plus sûr.

## Filtration de l'eau
L'eau est filtrée après chaque session. Il est impératif que les utilisateurs prennent une douche avant d'entrer dans le caisson, se savonnent et se rincent afin de préserver le filtre et de garantir une hygiène maximale. Ils doivent également prendre une douche après la session pour se dessaler.
La plupart des caissons d'isolation sensorielle utilisent des écumoirs de surface (skimmers), des filtres à cartouche et un traitement d'assainissement de l'eau qui peut être une stérilisation aux rayons ultraviolets ou de la chlorine. La pompe et le filtre sont arrêtés pendant les sessions afin que l'utilisateur puisse profiter du silence. Un système de chauffage peut également être mis en place autour des parois afin que de l'eau chaude jaillisse des bords avant de rejoindre le centre. Ce courant coule tout doucement afin de maintenir l'utilisateur au centre de l'appareil. 
Les études sur les effets de la flottaison (et non simplement de l'isolation sensorielle) ont commencé aux États-Unis à l'Ohio State University. Elles ont démontré entre autres que la flottaison développait la créativité des musiciens de jazz, améliorait la précision des archers, aidait à se concentrer et à évacuer son stress avant les examens académiques.

## Effets sur la santé
Depuis la création des premiers caissons, plusieurs centaines d’études ont été conduites,,, principalement dans les domaines suivants : l'orthopédie, la dermatologie, la médecine du sport et la gestion du stress.
La thérapie par flottaison consiste à se laisser flotter dans un caisson d'isolation sensorielle rempli d'une solution de sel d'Epsom à une température proche des 35,5 °C. C'est la température de l'eau qui permet à la chaleur du corps de se conserver sans avoir besoin d'effort musculaire. La position à l'intérieur du caisson permet aux muscles de se relâcher complètement, car portés par l'eau. Contrairement au fait d'être allongé sur un lit, où les pressions sur le corps peuvent empêcher le sang de bien circuler et qui nécessite de se réajuster (mouvements nocturnes), la flottaison permet une détente profonde, le corps se trouvant dans un état semblable à l'impesanteur. Dans le caisson de flottaison, l'utilisateur peut rester des heures sans avoir besoin d'ajuster sa posture.
La tendance naturelle du corps en état de flottaison à température correcte est de dilater les vaisseaux sanguins, réduisant la pression sanguine et améliorant la circulation. L'activité du cerveau associée à l'utilisation des muscles posturaux est réduite au minimum.
Pendant cet état de flottaison, des endorphines naturelles sont libérées, occasionnant une réduction de la douleur et des états anxieux et dépressifs. La circulation du système lymphatique est accélérée ainsi que l'élimination de l'acide lactique dans les muscles.
L'usage thérapeutique est simple et ne nécessite pas de « thérapeute de flottaison » ; cependant, il est indispensable que les utilisateurs soient informés des conditions d'utilisation et des effets de la flottaison, ainsi que de veiller à la maintenance et l'entretien de cet équipement.
La thérapie par flottaison peut être associée à d'autres thérapies nécessitant un thérapeute comme le massage, le coaching, la sophrologie ou l'hypnose eriksonienne. 
Une session de flottaison thérapeutique dure en général une heure. Il est commun de ressentir une légère sensation de piqûre sur les petites blessures du corps (coupures de rasage, bouton), mais ces sensations disparaissent après quelques minutes et elles peuvent être évitées avec l'application de vaseline au préalable. Des petits picotements dans le corps, similaires à ceux ressentis en début de méditation assise peuvent également apparaître. Les dernières 20 minutes sont souvent le moment de transition entre le rythme beta ou alpha au rythme thêta de l'activité cérébrale, qui est l'état apparaissant juste avant l'endormissement et au réveil.[réf. nécessaire] Plus l'utilisateur est familier de la flottaison, plus longue est la durée de la phase thêta. 

### Relaxation
Il a été démontré que le caisson de flottaison facilite la relaxation et rend les techniques de relaxation encore plus efficaces.
Certains spas disposent de caissons de flottaison à des fins de relaxation. Cette technique a été étudiée scientifiquement aux États-Unis et en Suède par des chercheurs comme Bood, Suedfeld ou Borrie. Les conclusions de leurs expérimentations se rejoignent et affirment la réduction du stress et des douleurs chroniques. L'état de relaxation provoqué par la flottaison réduit également l'hypertension.
Flotter permet d'être actif ou calme en fonction du but recherché. Pour la relaxation, il suffit simplement de flotter. Pour la flottaison active, il y a une grande diversité de techniques.

### Développement personnel
On peut méditer, observer sa respiration, ses pensées, on peut réciter des phrases positives, on peut utiliser des méditations guidées, des visualisations, des programmes d'auto-hypnose (pour arrêter de fumer par exemple), des programmes pédagogiques, etc. Le principe de la flottaison active repose sur le fait que, lorsque le corps est complètement détendu, l'esprit devient beaucoup plus réceptif aux informations extérieures qui s'inscrivent dans le subconscient. On parle d'hypersuggestibilité.
John Cunningham Lilly a testé les possibilités qu'offre le caisson d'isolation sensorielle de différentes manières, dont certaines très controversées. Dans les années 1960, il a cherché à allier les effets de drogues (LSD, champignons hallucinogènes) à l'espace d'introspection qu'offre le caisson. Ses sessions pouvaient durer jusqu'à 10 heures. Il fait part de ses expériences dans ses écrits,.
Les expérimentations de Lilly étaient réalisées avec assistance médicale et dans un contexte juridique où les psychotropes n'étaient pas encore interdits. 

## Les effets sur le stress
Les études sur les effets de la flottaison (et non simplement de l'isolation sensorielle) ont commencé aux États-Unis à l'Ohio State University. Elles ont démontré entre autres que la flottaison développait la créativité des musiciens de jazz, améliorait la précision des archers, aidait à se concentrer et à évacuer son stress avant les examens académiques.
Il y a plusieurs moyens de mesurer le stress sur le corps. En plus de l'évaluation des utilisateurs eux-mêmes sur la perception de leur niveau de stress, on peut également évaluer le taux de cortisol dans le corps. Il s'est avéré que le taux de cortisol est diminué après une session de flottaison.
Pour cette raison, la thérapie par flottaison est l'une des méthodes non invasives pour réduire le stress. La recherche suédoise s'est basée sur des sessions de 40 minutes. On pourrait comparer la flottaison au fameux bain chaud. Mais il y a des différences significatives : dans un cocon de flottaison, l'utilisateur est protégé des stimulations extérieures et il flotte complètement grâce à la solution d'eau salée, la température de l'eau est maintenue à température de la peau et le caisson est assez large pour que l'utilisateur puisse flotter sans toucher les bords. Tous ces éléments permettent à l'utilisateur d'accéder à un niveau de relaxation plus intense. 
Les auteurs d’une méta-analyse combinant les résultats de 27 études sur la flottaison en condition REST (Restricted Environmental Stimulation Technique (« Technique de restriction des stimulations environnementales »)) sont arrivés à la conclusion que la flottaison procure un niveau de relaxation supérieur à celui qu’offrent d’autres techniques de relaxation, comme la relaxation musculaire progressive de Jacobson, le training autogène ou les techniques basées sur la respiration.
La modification des ondes thêta de l’EEG provoquées par la flottaison peut s’obtenir également par la méditation, le training autogène ou un massage mais le processus est plus compliqué et/ou fastidieux.

## Les effets du sel d'Epsom
La plupart des caissons utilisent du sel d'Epsom (sulfate de magnésium). La densité de la solution est autour de 1,25 (Lilly recommande 1,3 mais à ce niveau de saturation, la cristallisation du sel peut survenir).
La densité de sel permet une flottaison optimale en soutenant la tête de manière que la bouche, le nez, et les yeux soient en dehors de l'eau.

## Recherche sur la douleur
Une enquête effectuée par Sven-Åke Bood au laboratoire des performances humaines de l'université de Karlstad conclut que des séances de flottaison régulières permettent de soulager les douleurs chroniques associées au stress. Ces études effectuées avec un échantillon de 140 personnes ayant différentes pathologies (anxiété, dépression, fibromyalgie) ont montré que plus des trois-quarts ont vu de nettes améliorations de leur état de santé,.
Le Docteur Bood fait remarquer : « Grâce à la relaxation dans les caissons, les personnes souffrant de fibromyalgie, ou encore d'anxiété chronique ou de dépression se sont senties beaucoup mieux au bout de seulement 12 sessions ». La recherche avait ciblé l'efficacité de la thérapie par flottaison sur les douleurs liées au stress et sur le stress lui-même pendant une période de 7 semaines :
- 22 % des participants ont vu leur douleur disparaître complètement et 53 % ont ressenti une nette amélioration de leur état.
- 23 % ont eu un meilleur sommeil, 31 % ont vu leur stress diminuer, 27 % ressentaient moins de douleur,
- 24 % se sentaient moins déprimés voire s'étaient complètement débarrassé de leur état dépressif.

La recherche confirme également les résultats des enquêtes précédentes, avançant qu'après 12 sessions de flottaison, le sommeil est amélioré, ce qui permet aux utilisateurs d'être plus optimistes, de réduire leurs tensions et leurs douleurs. 
Se détendre dans un état d'apesanteur, dans le calme et la chaleur d'un caisson de flottaison permet d'activer le système de régénération naturel du corps, nous dit le Docteur Sven-Åke Bood. Ce que les chercheurs trouvent particulièrement gratifiant est que les effets positifs de la flottaison seraient toujours visibles après 4 mois de traitement.
En 2013, la région de la Baie de San Francisco a la plus grande concentration de centres de flottaison.

## Usagers célèbres
- Carl Lewis, champion d'athlétisme, a utilisé des techniques de visualisation en caisson pour se préparer à son saut en longueur médaille d'or aux Jeux olympiques de Séoul de 1988.
- Richard Feynman, physicien lauréat du prix Nobel, a parlé de ses expériences en caisson d'isolement dans son livre Vous voulez rire, monsieur Feynman !
- Le joueur américain de basket-ball, Stephen Curry, utiliserait un caisson de privation sensorielle toutes les deux semaines.
- Carl Lawson, joueur de football américain pour les Bengals de Cincinnati, utilise le caisson pour la récupération musculaire et l'entraînement visuel.
- Joe Rogan, spécialiste d'arts martiaux, acteur, écrivain et animateur de radio américain a déclaré à plusieurs reprises dans son podcast qu'il possédait un caisson d'isolement et indiqué atteindre des méditations plus profondes avec.
- John Lennon a traité son addiction à l'héroïne en 1979 grâce à des séances de 90 minutes[29].
- Des équipes sportives de football américain y recourent comme les New England Patriots, les Los Angeles Rams et les New Orleans Saints pour améliorer la qualité de sommeil et l'efficacité sur le terrain.
- Durant le Super Bowl XLIX, les deux équipes de NFL (les New England Patriots et les Seattle Seahawks) ont loué un institut local de caissons pendant la semaine de l'événement. Une équipe pratiquait le matin, l'autre, l'après-midi.